# Грин-стрит-Корт
Грин-стрит-Корт (ирл. Teach Cúirte Shráid na Faiche) здание суда между Грин-стрит и Хэлстон-стрит в районе Смитфилд в Дублине, Ирландия. В этом здании проходило множество знаменитых уголовных процессов с 1797 по 2010 год.

## Под британским правлением

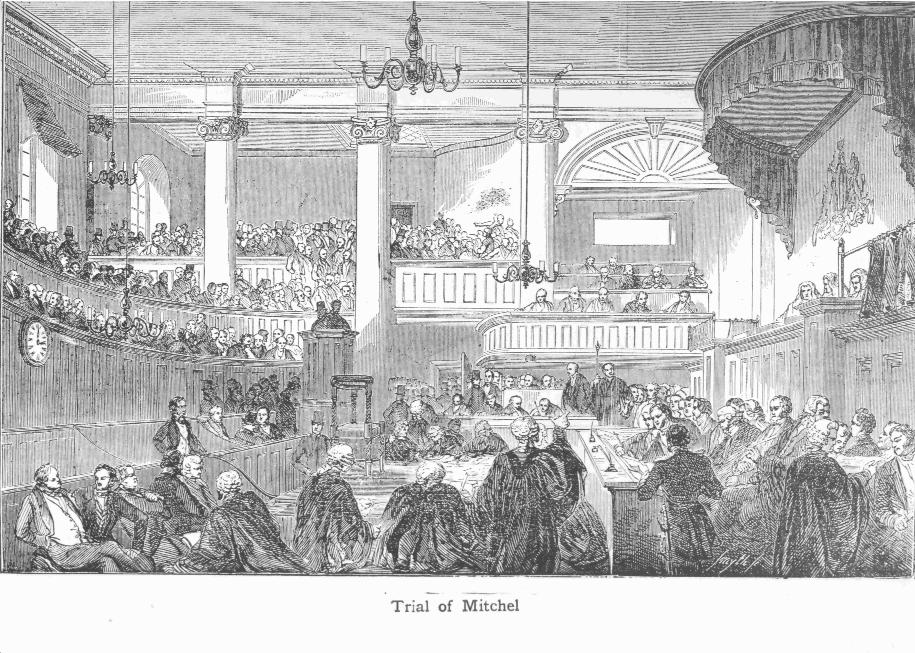
1848 судебный процесс над Джоном Митчелом

Здание, спроектированное в неоклассическом стиле и построенное из тёсанного камня, было задумано как дом городских собраний Дублина. Оно было возведено в 1797 году в районе «Маленькая зелень», который до роспуска монастырей принадлежало аббатству Святой Марии и использовалось как кладбище.

## Независимость
После образования Ирландского свободного государства в 1922 году на Грин-стрит разместился Центральный уголовный суд. Он был создан на основании Закона о судах 1924 года для рассмотрения дел об убийствах и других тяжких преступлениях. За исключением периодов гражданской войны (1922—1923 гг.) и чрезвычайного положения (1939—1945 гг.), все смертные приговоры выносились именно на Грин-стрит.
Специальный уголовный суд (SCC) по делам о терроризме и организованной преступности был создан в 1972 году в ответ на нестабильность в Северной Ирландии. С тех пор он функционирует на Грин-стрит. Среди его известных дел — судебные процессы над такими видными фигурами, как республиканцы Мартин Макгиннесс (1973), Колм Мерфи (2001) и Майкл Маккевитт (2009); анархисты Мари и Ноэль Мюррей (1976); а также гангстер Джон Гиллиган (2001). Здание суда было переоборудовано для проведения в феврале 1976 года судебного процесса над похитителями Тиде Херремы. 16 июля 1976 года три бомбы ИРА взорвались в здании суда, пробив боковую дверь и позволив сбежать пятерым обвиняемым в изготовлении бомб. Четверо из них были задержаны недалеко от здания.
Здание суда было одним из двух в стране, где была скамья для подсудимых. Последний уголовный процесс на Грин-стрит состоялся 11 декабря 2009 года. В начале 2010 года суд переехал в новое здание. Здание суда на Грин-стрит по-прежнему служит Судебной службе местом проведения коротких слушаний, касающихся опеки над несовершеннолетними, в нём располагается офис Судебной программы по лечению наркозависимости и Управление реформ и развития.

## Примечание
1. ↑  Ceathrú Dhlí Bhaile Átha Cliath | The Courts Service of Ireland. www.courts.ie. Дата обращения: 11 октября 2024. Архивировано 3 августа 2024 года.
2. ↑  Seoladh Éagóir sa Teach Cúirte (20 мая 2016).
3. ↑  Green Street Courthouse, Green Street, Halston Street, Dublin 7. Buildings of Ireland: National Inventory of Architectural Heritage. Department of Arts, Heritage and the Gaeltacht. Дата обращения: 10 октября 2017. Архивировано 11 октября 2017 года.
4. ↑  Casey, Christine. The Buildings of Ireland, Dublin. — Yale University Press, 2005. — ISBN 0-300-10923-7.
5. ↑  Nelis, Dermot. 4097: 1999:213 - 189-194 KING STREET NORTH, DUBLIN, Dublin. excavations.ie (1999). Архивировано 11 октября 2017 года.
6. ↑  Giacometti, Antoine. 22304: 2011:194 - GREEN STREET COURTHOUSE, GREEN STREET, Dublin. excavations.ie (2011). Дата обращения: 10 октября 2017. Архивировано 11 октября 2017 года.
7. ↑  Carey, Tim. Introduction // Hanged for Murder: Irish State Executions. — Collins Press, 2014-02-15. — ISBN 9781848891869.
8. ↑  Gilligan begins 28-year drugs sentence. RTÉ.ie. 15 марта 2001. Архивировано 11 октября 2017. Дата обращения: 10 октября 2017.
9. ↑  Dr Herrema Kidnap Trial Begins. Irish Photo Archive (23 февраля 1976). Дата обращения: 10 октября 2017. Архивировано 11 октября 2017 года.
10. ↑  Obituary: Denis Pringle. The Irish Times. 16 августа 1999. Архивировано 11 октября 2017. Дата обращения: 10 октября 2017.
11. ↑  Cusack, Jim (21 декабря 2015). Attack on court comes amid fears over witness safety. Irish Independent. Архивировано 11 октября 2017. Дата обращения: 10 октября 2017.
12. 1 2  Mac DONNCHA, MÍCHEÁL (7 января 2010). Remembering the Past: Green Street - Two centuries of political trials. An Phoblacht. Архивировано 11 октября 2017. Дата обращения: 10 октября 2017.
13. ↑  Green Street Courthouse (PDF). Courts Service News. 12 (1): 18. March 2010. Архивировано (PDF) 24 октября 2017. Дата обращения: 10 октября 2017.
14. ↑  Mac Dermott, Diarmaid; Whelan, Laura (11 декабря 2009). Bomb factory pair are the final convicts of historic Green Street criminal court - Herald.ie. The Herald. Архивировано 11 октября 2017. Дата обращения: 10 октября 2017.
15. ↑  District Court Sittings: Dublin. TERMS & SITTINGS. Courts Service of Ireland. Дата обращения: 10 октября 2017. Архивировано 11 октября 2017 года.
16. ↑  Dublin - Four Courts general area Courts and Court Offices. Offices & Maps. Courts Service of Ireland. Дата обращения: 10 октября 2017. Архивировано 11 октября 2017 года.
17. ↑  Directorate: Reform and Development. Offices & Maps. Courts Service of Ireland. Дата обращения: 10 октября 2017. Архивировано 11 октября 2017 года.